# Caleana
Caleana – rodzaj roślin z rodziny storczykowatych (Orchidaceae). Obejmuje 14 gatunków występujących w na Wyspie Północnej w Nowej Zelandii i 6 australijskich stanach Nowa Południowa Walia, Queensland, Australia Południowa, Tasmania, Wiktoria, Australia Zachodnia.

## Systematyka
Rodzaj sklasyfikowany do podplemienia Drakaeinae w plemieniu Diurideae, podrodzina storczykowe (Orchidoideae), rodzina storczykowate (Orchidaceae), rząd szparagowce (Asparagales) w obrębie roślin jednoliściennych.
Wykaz gatunków
- Caleana alcockii (Hopper & A.P.Br.) M.A.Clem.
- Caleana brockmanii (Hopper & A.P.Br.) M.A.Clem.
- Caleana disjuncta (D.L.Jones) M.A.Clem.
- Caleana dixonii (Hopper & A.P.Br.) M.A.Clem.
- Caleana gracilicordata (Hopper & A.P.Br.) M.A.Clem.
- Caleana granitica (Hopper & A.P.Br.) M.A.Clem.
- Caleana hortiorum (Hopper & A.P.Br.) M.A.Clem.
- Caleana lyonsii (Hopper & A.P.Br.) M.A.Clem.
- Caleana major R.Br.
- Caleana minor R.Br.
- Caleana nigrita Lindl.
- Caleana parvula (Hopper & A.P.Br.) M.A.Clem.
- Caleana terminalis (Hopper & A.P.Br.) M.A.Clem.
- Caleana triens (Hopper & A.P.Br.) M.A.Clem.